# Alois Blaßnig
Alois Blaßnig (ur. 6 września 1963 w Lienz) – austriacki biegacz narciarski.

## Kariera
W Pucharze Świata Alois Blaßnig zadebiutował 12 grudnia 1992 roku w Ramsau, zajmując 71. miejsce na dystansie 10 km techniką dowolną. Pierwsze pucharowe punkty zdobył ponad sześć lat później - 14 lutego 1999 roku w Seefeld, gdzie był dziewiętnasty w biegu na 10 km stylem dowolnym. W klasyfikacji generalnej PŚ został uwzględniony tylko raz - w sezonie 1998/1999 zajął 84. miejsce. Startował także w zawodach cyklu FIS Marathon Cup, zajmując między innymi trzynaste miejsce w klasyfikacji generalnej sezonu 2000/2001. Wtedy też wywalczył swoje jedyne podium - 28 stycznia 2001 roku był drugi we włoskim maratonie Marcialonga, ulegając tylko Juanowi Jesúsowi Gutiérrezowi z Hiszpanii. W 2001 roku wziął udział w mistrzostwach świata w Lahti, zajmując 13. miejsce na dystansie 50 km techniką dowolną. Był to jednak jego jedyny start na dużej międzynarodowej imprezie. Nigdy nie wystąpił na igrzyskach olimpijskich. W 2006 roku zakończył karierę.

## Osiągnięcia

### Mistrzostwa świata
| Miejsce | Dzień     | Rok  | Miejscowość | Konkurencja          | Czas biegu  | Strata      | Zwycięzca      |
| ------- | --------- | ---- | ----------- | -------------------- | ----------- | ----------- | -------------- |
| 13.     | 25 lutego | 2001 | Lahti       | 50 km stylem dowolny | 2:05:27,2 h | +5:52,0 min | Johann Mühlegg |

### Puchar Świata

#### Miejsca w klasyfikacji generalnej
- sezon 1998/1999: 84.

#### Miejsca na podium
Blaßnig nigdy nie stał na podium indywidualnych zawodów Pucharu Świata.

### FIS Marathon Cup

#### Miejsca w klasyfikacji generalnej
- sezon 2000/2001: 13.
- sezon 2001/2002: 29.

#### Miejsca na podium
| Nr | Dzień       | Rok  | Zawody      | Dystans               | Czas biegu | Strata | Pozycja | Zwycięzca            |
| -- | ----------- | ---- | ----------- | --------------------- | ---------- | ------ | ------- | -------------------- |
| 1. | 28 stycznia | 2001 | Marcialonga | 70 km stylem dowolnym | 2:43:29,6  | +1,7 s | 2.      | Juan Jesús Gutiérrez |